# Râul Clepeniac
Râul Clepeniac este un curs de apă, afluent al râului Cerna. 

## Hărți
- Harta județului Caraș-Severin